# Rivolta dei pezzenti

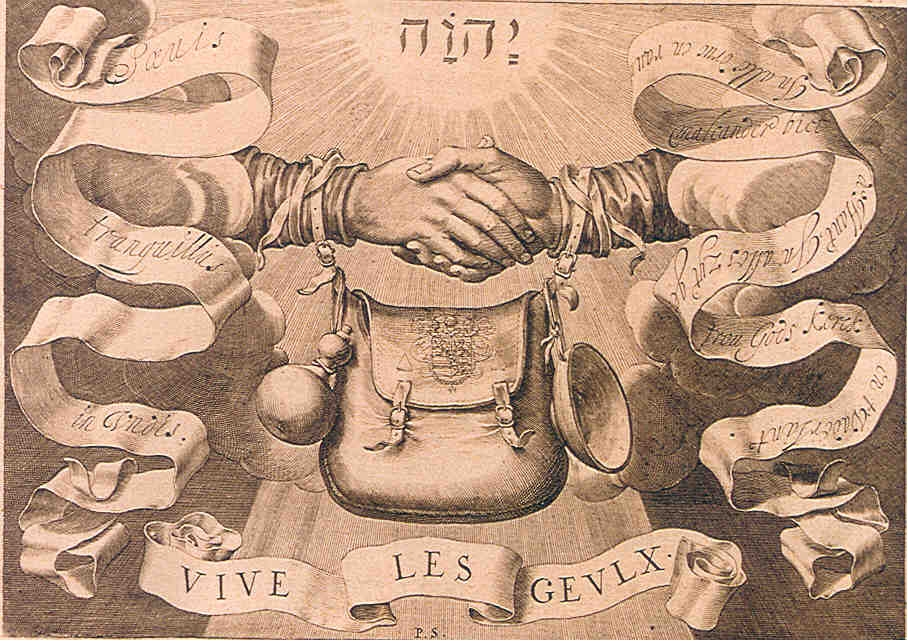
Emblema dei Pezzenti.

La rivolta dei pezzenti fu un movimento insurrezionale popolare che ebbe luogo nei Paesi Bassi a partire dal 1566.
La rivolta fu definita iconoclasta in quanto i protestanti che la guidarono si accanirono contro le rappresentazioni figurative religiose.
Condotto da una parte della nobiltà, il termine "pezzenti" fu rivendicato dagli insorti a seguito di un'osservazione di Charles de Berlaymont, allora consigliere del Governatore generale dei Paesi Bassi, a Margherita d'Austria che volendo rassicurarla dichiarò: «non sono che pezzenti». A partire dal 1568, e in particolare dopo l'esecuzione di Lamoral, conte di Egmont e Philip de Montmorency, conte di Horn, l'insurrezione si trasformò in una vera e propria guerra, la guerra degli ottant'anni, per l'indipendenza delle Province Unite, poi riconosciuta dalla Spagna nel 1648.

## Paesi Bassi prima del dominio spagnolo
Il territorio degli attuali Paesi Bassi - situato su tre specchi di mare, la Waddenzee, la Zuiderzee e il Mare del Nord, e sugli estuari di tre grandi fiumi, il Reno, la Mosa e la Schelda - è fiorito nel corso del medioevo grazie alla posizione geografica e alla conformazione del terreno.
L'Olanda e la Zelanda nel XIV secolo, rappresentavano una potenza marittima capace di rendere grandi servigi al re d'Inghilterra, in seguito con il sostegno dei duchi di Borgogna riuscirono a contrastare il dominio dei mari dell'Hansa.
Le linee d'acqua interne che si diramano nella regione dei Paesi Bassi costituivano un perfetto sistema naturale di comunicazione. Seguendo i corsi d'acqua, dai grandi fiumi ai piccoli ruscelli e persino a fossati, tutti comunicanti tra loro, si poteva infatti attraversare tutto il territorio rapidamente. Questa infrastruttura idrografica, che di fatto favoriva i trasporti a basso costo, diede alla nobiltà un peso minore che altrove. 
La configurazione del terreno inoltre, preservò i Paesi Bassi dai rischi di un eccessivo latifondismo; la servitù della gleba era già quasi scomparsa verso la fine del medioevo. L'ordinamento giuridico del sistema agrario si fondava in prevalenza sul libero affitto. In regioni come la Frisia, i contadini erano rappresentati come ceto agli “stati”, grazie alla mancata penetrazione del sistema feudale. 
Dal punto di vista religioso, gli abitanti cristianizzati tardivamente, si trovavano distanti dai centri dell'autorità imperiale e delle supreme gerarchie ecclesiastiche; in particolare, i Paesi Bassi settentrionali, in netto contrasto con le contrade meridionali di Liegi, Brabante, Fiandre ed Hainuat, non furono mai un terreno in cui potesse svilupparsi un alto clero, potente, ricco e considerato. Tutto questo territorio formava la diocesi di Utrecht ed all'interno di questa si svilupparono solo due ricchi conventi, Egmond e Middlelburg, e di questi soltanto il secondo riuscì ad avere, verso la fine del medioevo, una funzione politica.

## Annessione dei Paesi Bassi al dominio asburgico
Nel 1477 Massimiliano I d'Asburgo aveva aggiunto al dominio ereditario dell'Austria la ricca Borgogna sposando Maria, (figlia di Carlo il Temerario) dalla quale ebbe Filippo il Bello d'Asburgo.
Massimiliano riuscì inoltre a combinare il matrimonio del figlio con Giovanna, discendente dei re cattolici di Castiglia. 
Riuscì quindi, tramite una politica di alleanze militari e matrimoniali ad accrescere l'importanza del titolo imperiale. 
Massimiliano I s'impegnò per difendere i confini della Borgogna dalla Francia di Luigi XI, senza però riuscire ad ottenere coesione politica dalle città dei Paesi Bassi.
Il candidato più forte alla successione di Massimiliano I era Carlo d'Asburgo, figlio di Filippo il Bello e Giovanna di Castiglia. Carlo nacque nel cuore della Borgogna nel febbraio del 1500, cresciuto ed educato nei Paesi Bassi da sua zia Margherita secondo i valori cavallereschi e cattolici. Nel 1515, divenuto maggiorenne, Carlo divenne signore dei Paesi Bassi e l'anno successivo alla morte di Ferdinando II d'Aragona fu proclamato re di Spagna e delle Indie. 
I Paesi Bassi avevano ottenuto da Maria di Borgogna il “Gran Privilegio”, cioè la possibilità di coniare moneta, nominare i magistrati e decidere sulle imposte domandate dal sovrano, e quindi una larga autonomia rispetto agli altri stati europei. Carlo V, divenuto imperatore, rispettò questa situazione in quanto figlio della cultura Borgognona. 

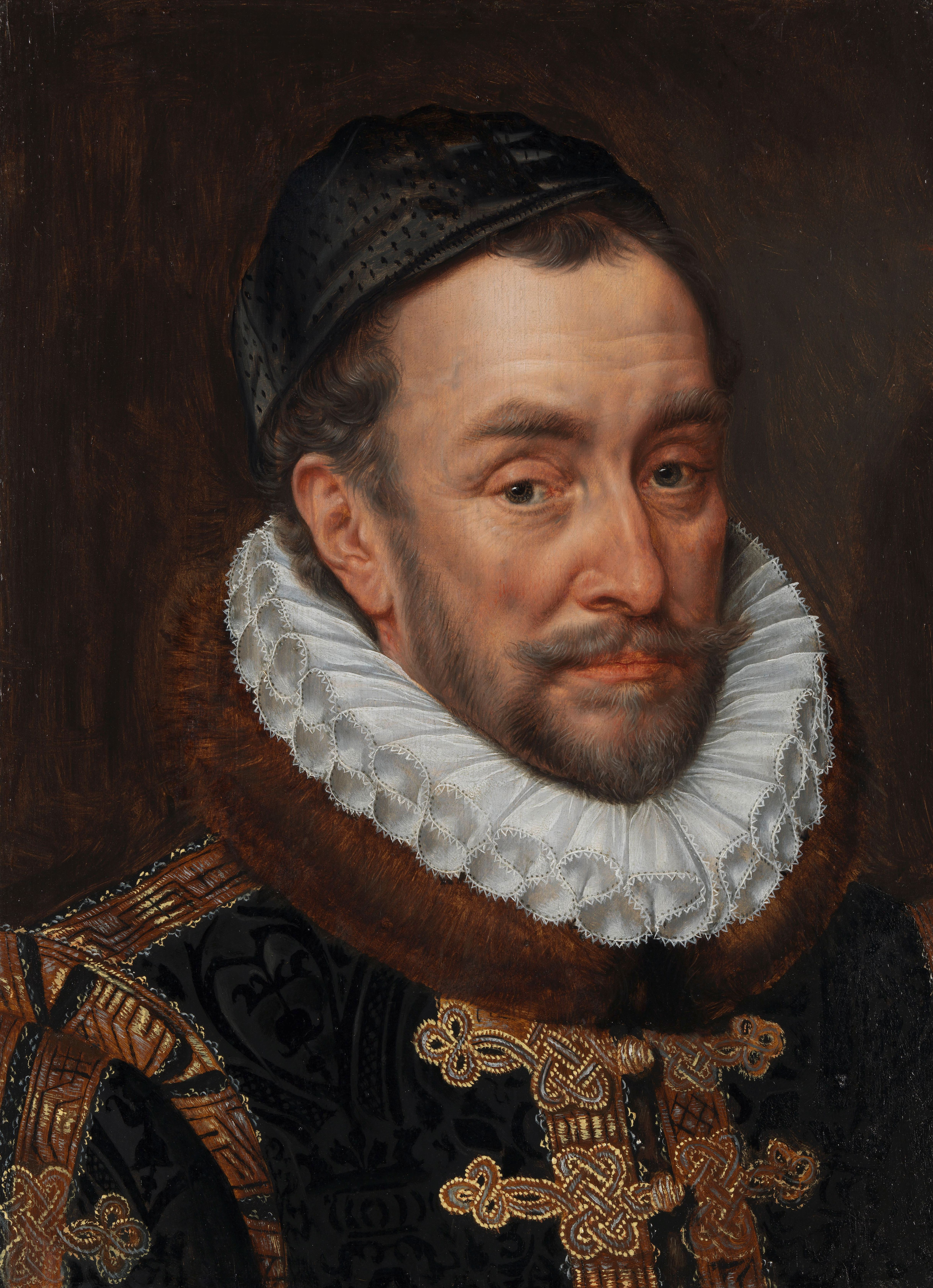
Ritratto di Guglielmo I d'Orange, 1579

## Aumento del malcontento
Nel 1556 Carlo V, ormai all'apice del potere, decise di abdicare. Questo processo non fu immediato ma il sovrano cominciò a modificare la propria sovranità, prima concedendo la libertà di culto ai principi tedeschi e poi smembrando l'impero in due blocchi: da una parte gli Asburgo d'Austria con Ferdinando I, fratello di Carlo, dall'altra gli Asburgo di Spagna con Filippo II, figlio di Carlo.
A Filippo toccò quindi il regno di Spagna con le Indie, il regno di Napoli, il ducato di Milano e le ricche province dei Paesi Bassi con le quali fu chiaro subito che il rapporto sarebbe presto degenerato. Filippo infatti oltre a non conoscere il francese rimase sempre distante da quella che vedeva come una periferia dell'impero. Il fulcro della politica di Filippo, caratterizzata da un fortissimo accentramento burocratico, fu la restaurazione del cattolicesimo in un'Europa ormai dilaniata dalle nuove dottrine protestanti che partendo dalla Germania vennero accolte da gran parte dei territori settentrionali, tra cui i Paesi Bassi che avevano sempre goduto di una larga autonomia. Negli anni sessanta del '500 crebbe un forte malcontento tra i principi delle province Unite perché esclusi totalmente dalle scelte di governo. In questa prima fase nessuno dei principi aveva aderito alla riforma protestante, tuttavia la questione religiosa fu usata come una leva per obbligare il re a concedere loro vantaggi politici. Tra la nobiltà dei Paesi Bassi spiccarono le figure di Guglielmo I d'Orange, il conte di Egmont e Enrico di Brederode. Nel dicembre del 1564, il conte di Egmont in rappresentanza della nobiltà fiamminga, si recò alla corte di Filippo II a Madrid per persuadere il sovrano ad accordare una politica più moderata verso gli eretici, una maggiore autorità al consiglio di stato e a nominare un numero maggiore di nobili a membri del medesimo. Giunto a corte nel febbraio del 1565, il conte fu trattenuto per circa sei settimane poiché Filippo si trovava in grande difficoltà a dover affrontare una questione così importante faccia a faccia. Quando il re si decise ad arrivare al nodo della questione, come riportato in alcune lettere fra il sovrano e i suoi segretari, seguì una linea ambigua: diceva infatti di trovarsi d'accordo in linea di principio con le questioni sottopostegli dal conte senza però concedere nulla di fatto poiché, per quanto riguardava le nomine politiche (sul potere del consiglio di stato dei Paesi Bassi) non si poteva decidere nulla senza il parere della reggente Margherita d'Austria. Sul nodo religioso il sovrano si diceva pronto a nominare una commissione di esperti che discutessero circa il modo migliore per punire gli eretici, senza però definire la composizione e le funzioni di questo nuovo organo. Filippo non intendeva affatto offrire alcuna possibilità alla suddetta commissione di trasformarsi in una sorta di pubblica istanza dove i protestanti avessero potuto sostenere le proprie ragioni, non voleva quindi nessuna mitigazione dei castighi. Inoltre Filippo elargì al conte di Egmont alcuni favori personali con una complessiva rendita di cinquantamila ducati. Tornato a Bruxelles il conte di Egmont assicurò ai colleghi che il re aveva espresso verbalmente il suo consenso ad un allentamento dell'inquisizione e aveva riconosciuto il primato del consiglio di stato. In ogni caso gli alti esponenti politici dei Paesi Bassi sapevano che il re non avrebbe potuto fermarli fino a che non avesse sventato l'assedio turco su Malta.

## La rivolta
Ben presto fu chiaro che il conte di Egmont aveva frainteso le reali intenzioni di Filippo II e così i nobili cessarono di collaborare con la reggente e tennero una serie di incontri informali a Spa, nei pressi di Liegi, per decidere quale azione intraprendere in caso di un rifiuto perentorio del sovrano. Il sovrano, tuttavia, non intervenne nei Paesi Bassi prima del 1565, in quanto incombeva sull'impero spagnolo la minaccia turca a Malta. Una volta assicuratosi che l'isola fosse al sicuro, manifestò però le sue reali intenzioni: gli eretici dovevano continuare ad essere perseguitati. 
Nel dicembre del 1565, i nobili riuniti precedentemente a Spa prepararono una petizione per chiedere la soppressione dell'Inquisizione e una mitigazione delle leggi sugli eretici. Questo atto noto come “Compromesso della Nobiltà” fu firmato da circa un decimo della rappresentanza nobiliare. Il 5 aprile del 1566 trecento confederati armati, definiti sprezzantemente gueux (pezzenti), entrarono a cavallo nel palazzo della reggente Margherita e la costrinsero ad accettare le loro richieste; così ella diede istruzioni agli inquisitori di cessare la propria azione e impose ai magistrati di astenersi dalle leggi sugli eretici fino a nuovo ordine.
Il 10 agosto in vari centri delle Fiandre Occidentali la popolazione si diede alla devastazione di chiese e monasteri, con il supporto e l'incitamento dei ministri calvinisti. Il primo luogo di culto preso di mira e saccheggiato fu il convento di San Lorenzo a Steenvoorde nel Westhoek. La protesta, da nobiliare, si era estesa al popolo - la cui furia iconoclasta denunciava la larga diffusione del protestantesimo - e ai ceti mercantili emergenti. 
Questo vuoto istituzionale attirò da tutta Europa gli esponenti delle nuove dottrine che favoriti dal caldo estivo e dall'alto tasso di disoccupazione riuscirono a radunare grandi folle.
Circolavano voci incontrollate che annunciavano il passaggio al protestantesimo di metà della popolazione e della presenza di 200.000 uomini in armi contro l'autorità del re.
Il 31 luglio Filippo, per guadagnare tempo, firmò una lettera non vincolante che consentiva la sospensione della persecuzione degli eretici e contemporaneamente stanziò trecentomila ducati affinché la sorellastra Margherita potesse arruolare tredicimila soldati tedeschi. Dall'America infatti era giunto un convoglio carico di argento per un valore di un 1.500.000 ducati; nel frattempo Solimano I, sultano turco, morì e in diverse parti dell'impero ottomano si ebbero insurrezioni e ammutinamenti militari.
Nell'ottobre del 1566 si riunì il Consiglio di Stato spagnolo, tutti i consiglieri del re convennero sulla necessità di usare la forza per ripristinare il controllo del governo.

### L'arrivo del Duca d'Alba

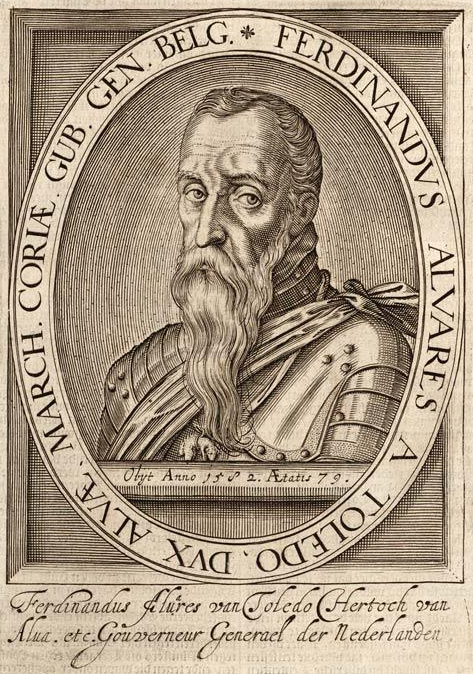
Ritratto di Fernando Álvarez de Toledo, duca d'Alba

Filippo II poté organizzare una potente controffensiva: inizialmente furono mobilitati 60.000 fanti e 12.000 cavalieri sotto il comando del duca d'Alba, ma essendo in pieno inverno le truppe spagnole, operanti in Italia, arrivarono nelle regioni fiamminghe solo nel 1567.
I “pezzenti” tentarono allora di arruolare dissidenti in Francia e in Germania, ma furono sgominati ad Oosterweel e tutte le città ribelli furono costrette alla sottomissione. 
In maggio fu chiaro che non ci sarebbe più stato bisogno di schierare tutti i 72.000 uomini previsti e allora si deliberò che il duca d'Alba portasse con sé 10.000 veterani spagnoli dall'Italia. In aprile si congedò dal re e nell'agosto del 1567 giunse a Bruxelles. Appena arrivato prese misure contro gli oppositori, il 9 settembre fece arrestare l'Egmont e parecchi altri dissidenti politici. Infine istituì un tribunale speciale, il cosiddetto “Consiglio dei torbidi”, in breve ribattezzato 
“Tribunale del sangue”, che doveva trattare tutti i casi di quanti erano sospetti di eresia e ribellione.
Tra il 1567 e il 1573, eliminò 1105 “pezzenti” arrestandone altre 11000.
All'inizio della Quaresima del 1568 molti accusati di connivenza con i rivoltosi furono arrestati. Fu un colpo durissimo ma non sufficiente perché molti capi dell'insurrezione, fra i quali Guglielmo d'Orange, riuscirono a rifugiarsi in Germania dove prepararono una controffensiva con aiuti stranieri.
La mano forte del “duca di ferro” portò alla formazione di quattordici nuove diocesi, ognuna delle quali si dedicò all'istituzione di un seminario per la formazione del clero e all'eliminazione dei maestri protestanti dalle scuole (ad Anversa, che contava centocinquanta scuole, furono ventidue a perdere il posto). Inoltre il duca si propose di aumentare considerevolmente le imposte pagate dai Paesi Bassi per la loro difesa. Da un totale di 750.000 ducati, quanti ne furono versati dai contribuenti negli anni 1566-67, il gettito delle imposte salì negli anni 1570-71 a 4.400.000 ducati. Il “nuovo ordine” suscitò parecchie opposizioni.
Nel 1568 quattro formazioni armate di esuli, con rinforzi di mercenari francesi, inglesi e tedeschi guidate da Guglielmo d'Orange, invasero i Paesi Bassi. Tutte e quattro furono sgominate e cacciate.

### L'esempio dei Moriscos
In questo stesso periodo la Spagna dovette affrontare un'altra crisi interna: la percentuale dei moriscos (i mori mussulmani convertiti solo formalmente al cristianesimo) perseguitati aumentò considerevolmente, il clima di sofferenza e di miseria scatenò inevitabilmente un'insurrezione armata nel meridione. Al comando delle truppe della corona fu nominato Giovanni d'Austria, fratellastro di Filippo che sebbene fosse riuscito a sedare la rivolta in quasi tutti i paesi insorti, non conseguì una vittoria schiacciante. Infatti nel 1570 la situazione era in una fase di stallo e così Filippo dovette sospendere la deportazione dei moriscos. Guglielmo d'Orange intuì da ciò che solo una resistenza ad oltranza poteva destabilizzare la potenza spagnola sul fronte dei Paesi Bassi.

### Aiuti all'esercito dei pezzenti
In Inghilterra nel 1571 fu scoperta una congiura, in cui la corona spagnola era fortemente compromessa, che voleva spodestare Elisabetta in favore della cugina cattolica, Maria Stuart. Questo accrebbe il sentimento anti-spagnolo delle potenze europee che furono persuase dall'Orange a compiere una nuova invasione dei Paesi Bassi, in modo da diminuire l'interferenza spagnola nelle questioni nord europee. Fu così organizzato un piano che prevedeva quattro attacchi simultanei: uno dal mare dove doveva operare la flotta protestante francese e le navi del principe Guglielmo, i cosiddetti “pezzenti del mare”, un secondo prevedeva un attacco via terra degli ugonotti capeggiati da Gaspard II de Coligny e gli altri due dal suolo tedesco attuati da esuli olandesi. 
Si contava naturalmente su un'insurrezione del popolo esasperato dal regime sanguinario del duca d'Alba.

### Contrattacco dei pezzenti e battaglia di Haarlem

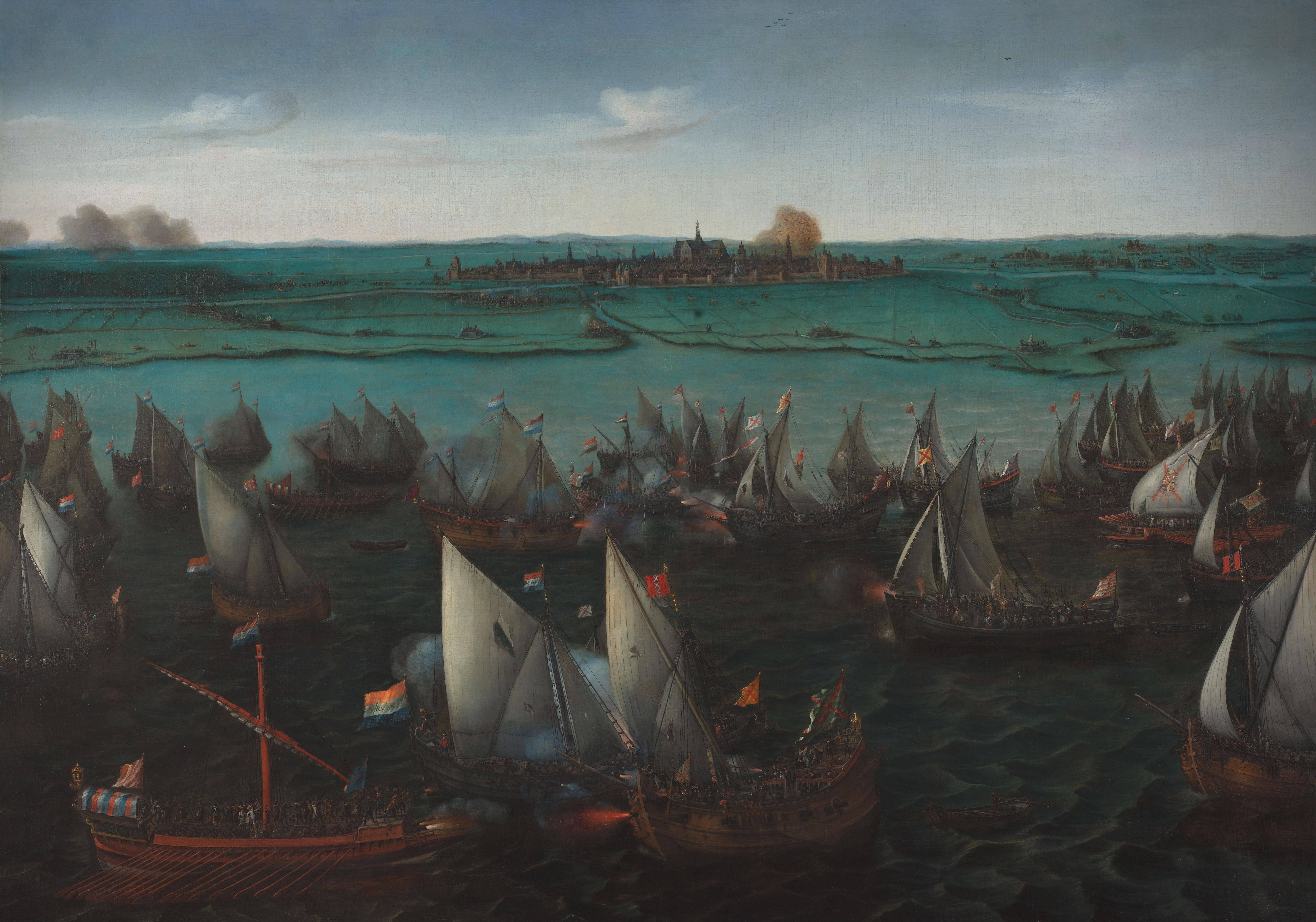
Battaglia di Haarlem, 1573.

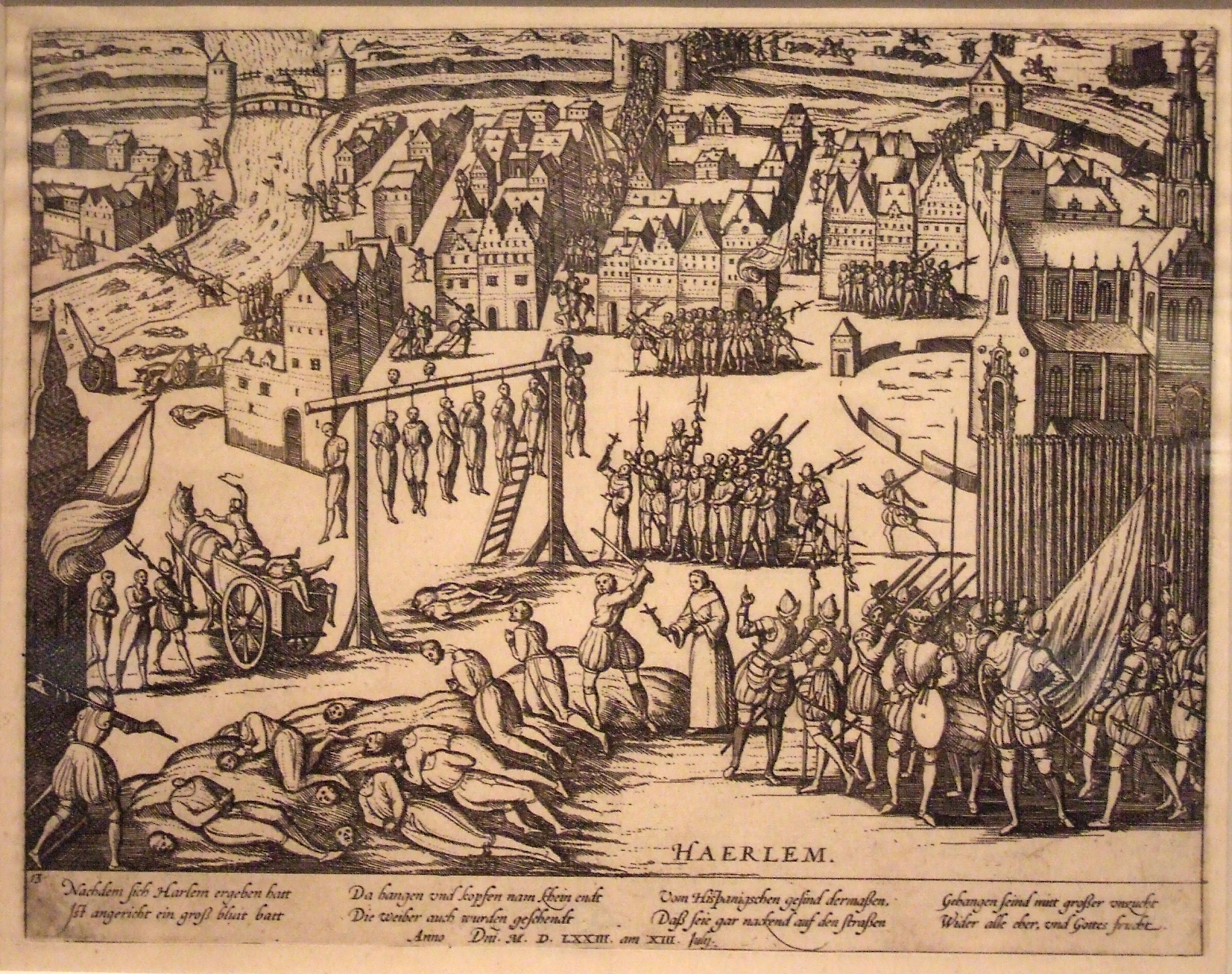
Massacro di Haarlem, 1573.

Nel 1572 dopo una serie di calamità naturali (inondazioni, epidemia di peste, inverni freddi e raccolti andati a male) si presentò l'occasione ideale per infliggere un duro colpo al governo del duca. Nel mese di aprile i “pezzenti del mare” riuscirono a mettere piede in varie zone della Zelanda, i protestanti francesi presero la città di Mons e nel mese di luglio ebbe inizio l'invasione con a capo l'Orange; vaste zone settentrionali dei Paesi bassi entrarono in rivolta e iniziarono ad affluire aiuti dalla Francia, dalla Germania e dall'Inghilterra.
Un brivido di trionfo attraversò gli olandesi al primo successo della rivolta, quando un contingente piratesco dei pezzenti del mare, nel 1572, prese il porto fortificato di Brielle dove controllava l'ingresso alla navigazione del fiume.
Proprio quando il duca d'Alba sembrava ormai sconfitto, il 24 agosto di quello stesso anno, le truppe francesi furono ritirate per il timore di una guerra aperta con la Spagna e a tal fine, la corona francese tramò l'assassinio di Coligny. Da quel momento gli aiuti francesi cessarono e anche l'Inghilterra cominciò a porre ostacoli che impedissero la partenza di uomini e rifornimenti alla volta dell'Olanda. 
In settembre l'esercito dell'Orange venne barbaramente distrutto in battaglia dal duca d'Alba e subito dopo Mons cadde in mano spagnola.
Nonostante fossero cessati gli aiuti esterni, le città calviniste erano determinate a resistere. Ai primi di dicembre dalla città di Haarlem arrivarono al duca d'Alba degli inviati i quali annunciarono che la città era pronta ad arrendersi in cambio della garanzia di essere risparmiata la rappresaglia. Gli spagnoli però volevano una resa incondizionata e ciò causò un lungo ritardo delle azioni militari. Il principe d'Orange approfittò di questo tempo per far scivolare i suoi uomini dentro le mura e parlando a nome della città, provocò altezzosamente il duca. Ci vollero sette mesi di assedio, la perdita di migliaia di uomini e milioni di ducati prima che le truppe spagnole riuscissero a far pagare alla guarnigione e alla popolazione di Haarlem la loro temerarietà (1200 persone furono mandate a morte). L'esercito spagnolo, che aveva finalmente vinto era irrequieto e indisciplinato, non appena la città si arrese ecco che i soldati si ammutinarono per protesta contro la durezza dei servizi cui erano sottoposti. Gli olandesi, visto il destino a cui andavano incontro coloro che si arrendevano decisero di proseguire e resistere fino all'ultimo uomo. L'assedio di Haarlem privò la Spagna dell'unica vera occasione di porre fine definitivamente alla rivolta olandese.
Il costo della guerra nei Paesi Bassi si era fatto intollerabile, il mantenimento dell'esercito spagnolo divorava 700.000 ducati al mese alla corona castigliana, basti pensare che nel 1577, per la flotta del Mediterraneo furono sborsati 7.063.000 ducati e per l'esercito dei paesi bassi 11.692.000 ducati.
Nel 1573 il re licenziò il duca d'Alba che fu sostituito da Luis de Requesens. La guerra continuava perché, sebbene Filippo fosse disposto a fare limitate concessioni di natura politica, non era disposto ad apportare mutamenti all'assetto costituzionale del paese o a concedere la tolleranza religiosa. 
Nell'autunno del 1575, però, il denaro per pagare l'esercito si esaurì e la corona non era più in grado di contrarre prestiti; nel mese di settembre la Spagna dichiarò bancarotta. 
Nel 1576 Requesens fu rimpiazzato da Giovanni d'Austria, i soldati spagnoli si ammutinarono. In novembre i disertori, alcuni dei quali vantavano arretrati per sei anni di soldo, posero brutalmente a sacco la città di Anversa, capitale commerciale dell'Europa del Nord. Un migliaio di case andarono distrutte, e circa 8.000 persone persero la vita.

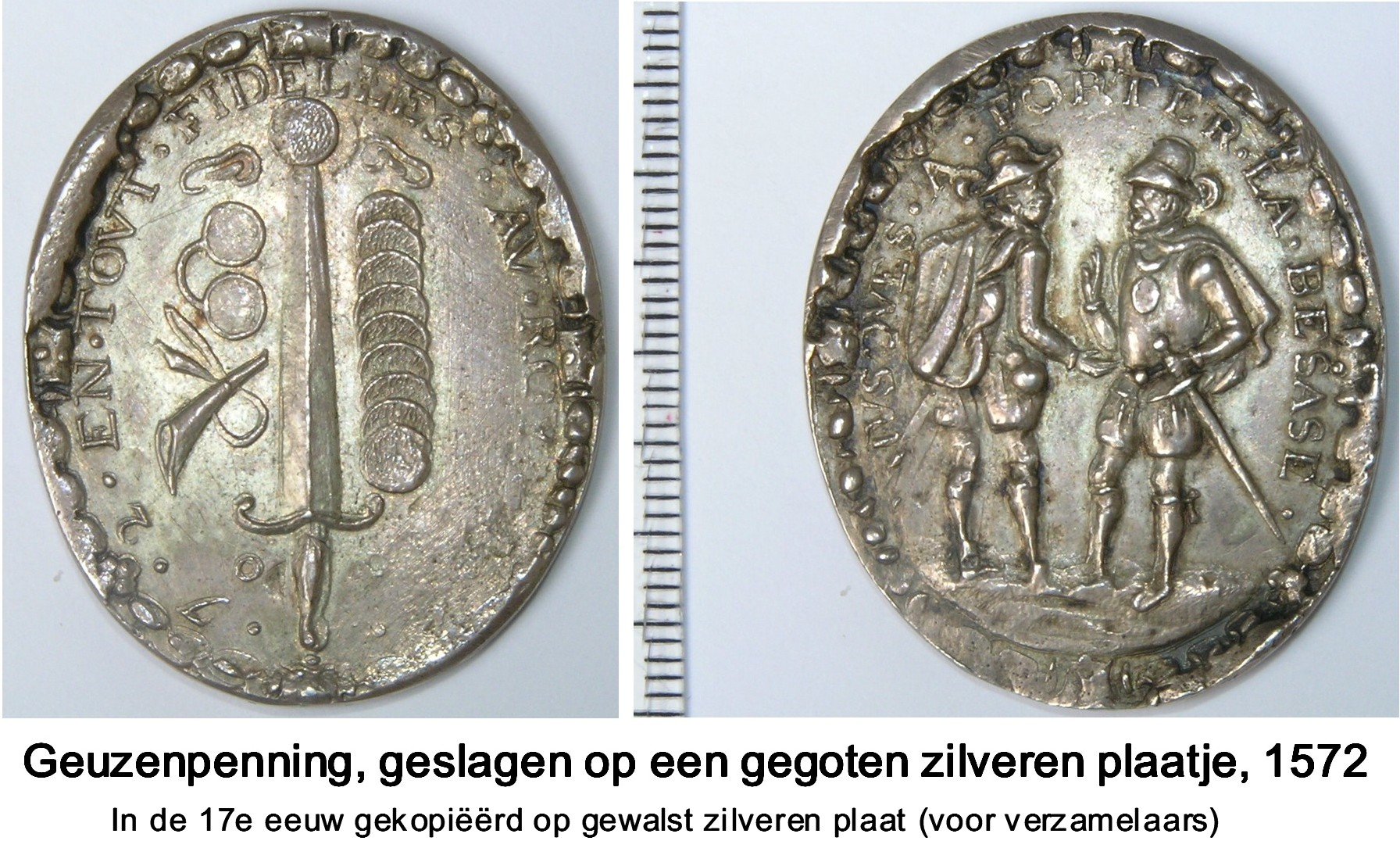

### Pacificazione di Gand
I nobili, cattolici e calvinisti, decisero allora di unirsi: con la Pacificazione di Gand, risalente al novembre del 1576, le due fazioni s'impegnarono a espellere le forze spagnole, a sospendere le norme contro l'eresia, a riconoscere la centralità degli Stati Generali e a rispettare la pluralità confessionale del Paese.

### Unione di Arras e Unione di Utrecht
Filippo II tentò allora l'invio di un nuovo esercito sotto il comando di Alessandro Farnese, figlio della reggente Margherita d'Austria. Nel 1578 riuscì a dividere il campo avversario. L'anno seguente, offrendo di ristabilire gli antichi privilegi, con l'Unione di Arras, le province meridionali tornarono nel campo spagnolo, riconoscendo l'autorità di Filippo II e impegnandosi a difendere l'ortodossia cattolica. Invece, le sette province settentrionali (Contea d'Olanda, Contea di Zelanda, Signoria di Frisia, Signoria di Overijssel, Signoria di Groninga, Ducato di Gheldria e Signoria di Utrecht) si strinsero nell'Unione di Utrecht (1579), e decisero di proseguire la lotta; nel 1581, d'altra parte, gli Stati Generali (“Atto di Abiura”) rifiutarono la sottomissione alla Spagna, deposero Filippo II e sancirono, di fatto, l'indipendenza delle Province Unite.
Le operazioni militari nelle province meridionali, pur con alti e bassi, sarebbero durate altri trent'anni; solo allora il nuovo sovrano spagnolo, Filippo III, alle prese con gli sconquassi economici prodotti dal padre e con l'aperta ostilità di Francia e Inghilterra, decise di intavolare trattative con gli insorti e nel 1609 acconsentì alla proclamazione di una tregua di dodici anni.
In questo modo accettò, di fatto, l'indipendenza della nuova repubblica; la quale, liberatasi dal giogo spagnolo, rinvigorita dall'afflusso dal Sud ricattolicizzato di oltre 100.000 protestanti e forte di una tolleranza religiosa senza eguali in Europa, si avviò allora a diventare, nel giro di pochi decenni, la prima potenza marittima e commerciale del continente.

## Ruolo storico deipezzenti del mare
I pezzenti del mare (ovvero "pitocchi del mare": in neerlandese Watergeuzen) erano gruppi di partigiani e calvinisti estremisti, sorti alle prime persecuzioni dei protestanti e riuniti in bande di feroci ed esperti pirati. Il loro compito era quello di attaccare navi spagnole e le loro azioni si aggiungevano alle faide interne di regioni e fazioni Grazie alla loro iniziativa del 1º aprile 1572, l'ammiraglio Willem van der Marck impresse la svolta alla guerra civile, quando "ebbe assalito il porto di Den Briel, alla foce della Mosa. Di lì a poco, muovendo con le sue navi da La Rochelle, Ludovico di Nassau, fratello di Guglielmo, s'impadronì della città di Flessinga. E nel luglio seguente, durante un meeting clandestino svoltosi a Dordrecht, parte degli ordines d'Olanda e Zelanda scelse di confederarsi, per chiedere poi la protezione di "potenze straniere, come i re di Francia e d'Inghilterra". II primo passo verso la secessione era così compiuto".